# La Hoz de la Vieja
La Hoz de la Vieja ist eine spanische Gemeinde in der Provinz Teruel, die zur Autonomen Region Aragonien gehört. Sie ist Teil der Comarca (Kreis) Cuencas Mineras. 2024 hatte die Gemeinde 87 Einwohner. 

## Lage
La Hoz de la Vieja liegt circa 60 Kilometer nordnordöstlich der Provinzhauptstadt Teruel in einer Höhe von ca. 930 m. 

## Bevölkerungsentwicklung
| Jahr      | 1970 | 1981 | 1991 | 2001 | 2011 | 2021 |
| Einwohner | 408  | 239  | 171  | 123  | 80   | 91   |

## Sehenswürdigkeiten
- mittelalterlicher Turm
- Kirche Mariä Schnee

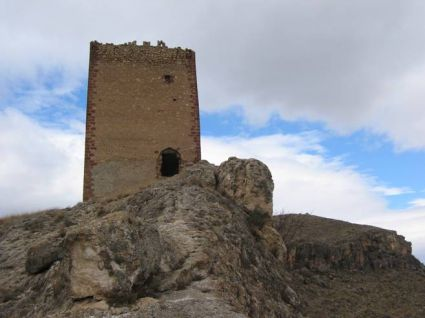
Mittelalterlicher Turm
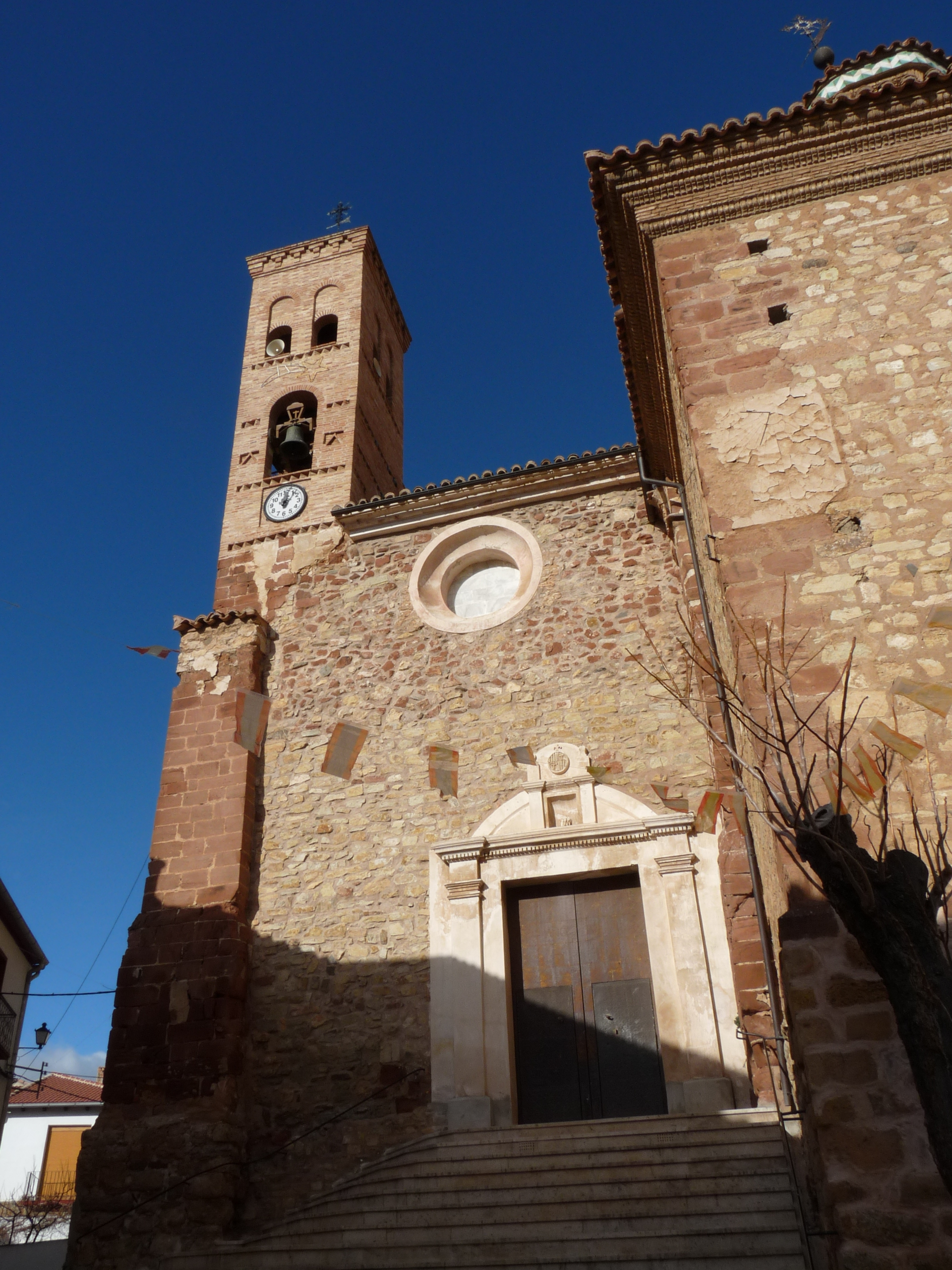
Kirche Mariä Schnee
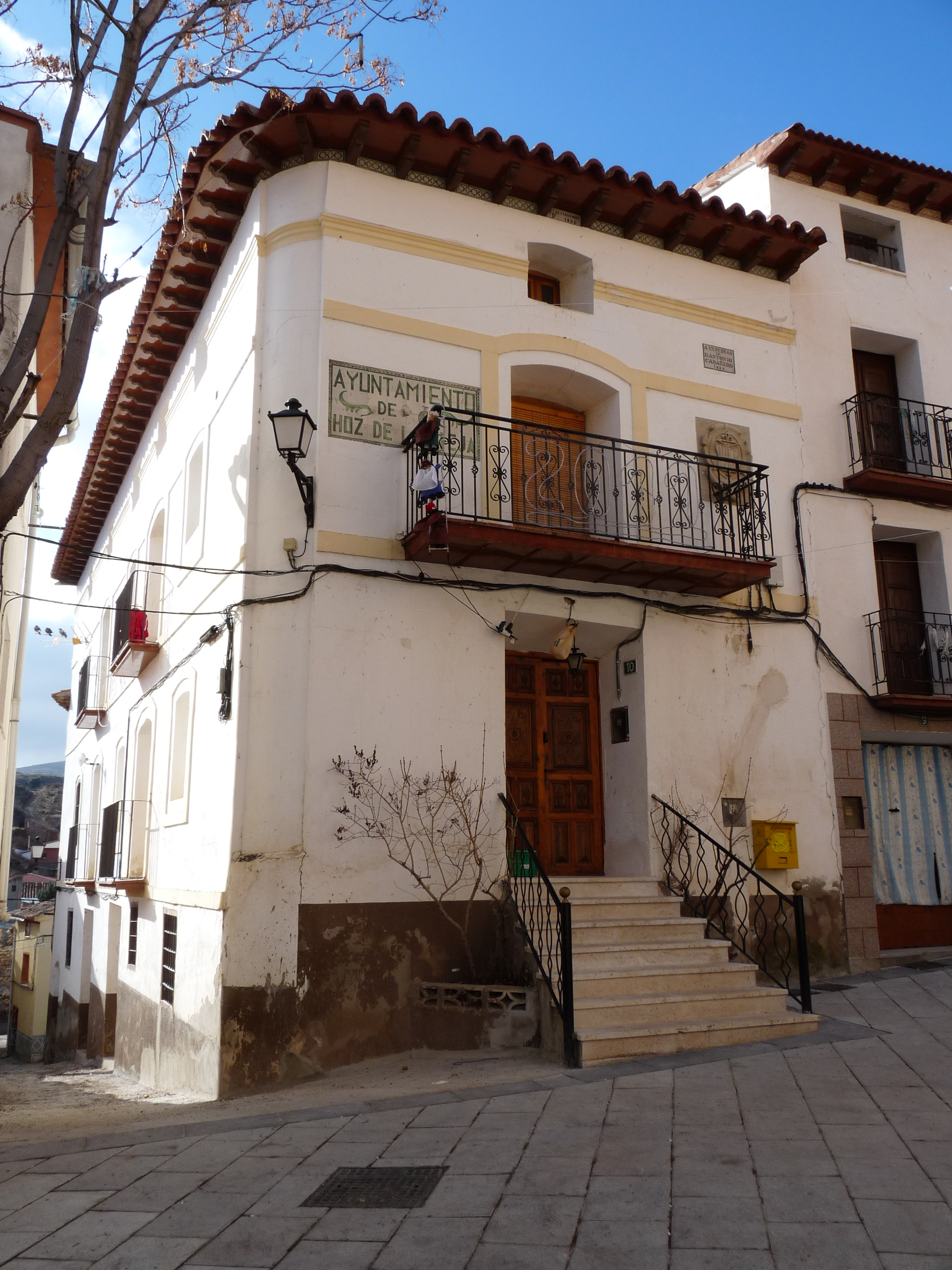
Rathaus